# Formula 1 – sezona 2015.
| FIA Svjetsko prvenstvo Formule 1 2015. | FIA Svjetsko prvenstvo Formule 1 2015. |
|                                        | Prvak                                  |
| -------------------------------------- | -------------------------------------- |
| Vozač                                  | Lewis Hamilton (Mercedes)              |
| Konstruktor                            | Mercedes                               |
| Prethodna sezona                       | Sljedeća sezona                        |
| 2014.                                  | 2016.                                  |

Formula 1 – sezona 2015. je bila 66. sezona svjetskog prvenstva Formule 1. Vozilo se 19 utrka u periodu od 15. ožujka do 29. studenog 2015. godine. Svjetski prvak po treći put je postao Lewis Hamilton, dok je naslov konstruktorskog prvaka po drugi put pripao Mercedesu. Ovo je bila prva sezona u Formuli 1 za Carlosa Sainza i Maxa Verstappena.

## Vozači i konstruktori
| Konstruktor/Momčad                              | Šasija            | Motor                             | Gume | #  | Vozači           | Utrke        |
| ----------------------------------------------- | ----------------- | --------------------------------- | ---- | -- | ---------------- | ------------ |
| Mercedes Mercedes AMG Petronas F1 Team          | Mercedes F1 W06   | Mercedes PU106B V6 t h 1.6        | P    | 44 | Lewis Hamilton   | Sve          |
| Mercedes Mercedes AMG Petronas F1 Team          | Mercedes F1 W06   | Mercedes PU106B V6 t h 1.6        | P    | 6  | Nico Rosberg     | Sve          |
| Red Bull-Renault Infiniti Red Bull Racing       | Red Bull RB11     | Renault Energy F1 2015 V6 t h 1.6 | P    | 3  | Daniel Ricciardo | Sve          |
| Red Bull-Renault Infiniti Red Bull Racing       | Red Bull RB11     | Renault Energy F1 2015 V6 t h 1.6 | P    | 26 | Daniil Kvyat     | Sve          |
| Williams-Mercedes Williams Martini Racing       | Williams FW37     | Mercedes PU106B V6 t h 1.6        | P    | 77 | Valtteri Bottas  | Sve          |
| Williams-Mercedes Williams Martini Racing       | Williams FW37     | Mercedes PU106B V6 t h 1.6        | P    | 19 | Felipe Massa     | Sve          |
| Ferrari Scuderia Ferrari                        | Ferrari SF15-T    | Ferrari 059/4 V6 t h 1.6          | P    | 7  | Kimi Räikkönen   | Sve          |
| Ferrari Scuderia Ferrari                        | Ferrari SF15-T    | Ferrari 059/4 V6 t h 1.6          | P    | 5  | Sebastian Vettel | Sve          |
| McLaren-Honda McLaren Honda                     | McLaren MP4-30    | Honda RA615H V6 t h 1.6           | P    | 22 | Jenson Button    | Sve          |
| McLaren-Honda McLaren Honda                     | McLaren MP4-30    | Honda RA615H V6 t h 1.6           | P    | 20 | Kevin Magnussen  | 1            |
| McLaren-Honda McLaren Honda                     | McLaren MP4-30    | Honda RA615H V6 t h 1.6           | P    | 14 | Fernando Alonso  | 2-19         |
| Force India-Mercedes Sahara Force India F1 Team | Force India VJM08 | Mercedes PU106B V6 t h 1.6        | P    | 27 | Nico Hülkenberg  | Sve          |
| Force India-Mercedes Sahara Force India F1 Team | Force India VJM08 | Mercedes PU106B V6 t h 1.6        | P    | 11 | Sergio Pérez     | Sve          |
| Toro Rosso-Renault Scuderia Toro Rosso          | Toro Rosso STR10  | Renault Energy F1 2015 V6 t h 1.6 | P    | 33 | Max Verstappen   | Sve          |
| Toro Rosso-Renault Scuderia Toro Rosso          | Toro Rosso STR10  | Renault Energy F1 2015 V6 t h 1.6 | P    | 55 | Carlos Sainz Jr. | Sve          |
| Lotus-Mercedes Lotus F1 Team                    | Lotus E23         | Mercedes PU106B V6 t h 1.6        | P    | 8  | Romain Grosjean  | Sve          |
| Lotus-Mercedes Lotus F1 Team                    | Lotus E23         | Mercedes PU106B V6 t h 1.6        | P    | 13 | Pastor Maldonado | Sve          |
| Marussia-Ferrari Manor Marussia F1 Team         | Marussia MR03B    | Ferrari 059/3 V6 t h 1.6          | P    | 28 | Will Stevens     | Sve          |
| Marussia-Ferrari Manor Marussia F1 Team         | Marussia MR03B    | Ferrari 059/3 V6 t h 1.6          | P    | 98 | Roberto Merhi    | 1-12, 15, 19 |
| Marussia-Ferrari Manor Marussia F1 Team         | Marussia MR03B    | Ferrari 059/3 V6 t h 1.6          | P    | 53 | Alexander Rossi  | 13-14, 16-18 |
| Sauber-Ferrari Sauber F1 Team                   | Sauber C34        | Ferrari 059/4 V6 t h 1.6          | P    | 9  | Marcus Ericsson  | Sve          |
| Sauber-Ferrari Sauber F1 Team                   | Sauber C34        | Ferrari 059/4 V6 t h 1.6          | P    | 12 | Felipe Nasr      | Sve          |

## Kalendar utrka
| Rb. | Velika nagrada      | Datum         | 1.                       | 2.                        | 3.                                | Prvo mjesto na startu    | Najbrži krug              | Pobjednik (konstruktori) | Izvještaj |
| --- | ------------------- | ------------- | ------------------------ | ------------------------- | --------------------------------- | ------------------------ | ------------------------- | ------------------------ | --------- |
|     |                     |               |                          |                           |                                   |                          |                           |                          |           |
| 1.  | VN Australije       | 15. ožujka    | Lewis Hamilton Mercedes  | Nico Rosberg Mercedes     | Sebastian Vettel Ferrari          | Lewis Hamilton Mercedes  | Lewis Hamilton Mercedes   | Mercedes                 | Izvještaj |
| 2.  | VN Malezije         | 29. ožujka    | Sebastian Vettel Ferrari | Lewis Hamilton Mercedes   | Nico Rosberg Mercedes             | Lewis Hamilton Mercedes  | Nico Rosberg Mercedes     | Ferrari                  | Izvještaj |
| 3.  | VN Kine             | 12. travnja   | Lewis Hamilton Mercedes  | Nico Rosberg Mercedes     | Sebastian Vettel Ferrari          | Lewis Hamilton Mercedes  | Lewis Hamilton Mercedes   | Mercedes                 | Izvještaj |
| 4.  | VN Bahreina         | 19. travnja   | Lewis Hamilton Mercedes  | Kimi Räikkönen Ferrari    | Nico Rosberg Mercedes             | Lewis Hamilton Mercedes  | Kimi Räikkönen Ferrari    | Mercedes                 | Izvještaj |
| 5.  | VN Španjolske       | 10. svibnja   | Nico Rosberg Mercedes    | Lewis Hamilton Mercedes   | Sebastian Vettel Ferrari          | Nico Rosberg Mercedes    | Lewis Hamilton Mercedes   | Mercedes                 | Izvještaj |
| 6.  | VN Monaka           | 24. svibnja   | Nico Rosberg Mercedes    | Sebastian Vettel Ferrari  | Lewis Hamilton Mercedes           | Lewis Hamilton Mercedes  | Daniel Ricciardo Red Bull | Mercedes                 | Izvještaj |
| 7.  | VN Kanade           | 7. lipnja     | Lewis Hamilton Mercedes  | Nico Rosberg Mercedes     | Valtteri Bottas Williams-Mercedes | Lewis Hamilton Mercedes  | Kimi Räikkönen Ferrari    | Mercedes                 | Izvještaj |
| 8.  | VN Austrije         | 21. lipnja    | Nico Rosberg Mercedes    | Lewis Hamilton Mercedes   | Felipe Massa Williams-Mercedes    | Lewis Hamilton Mercedes  | Nico Rosberg Mercedes     | Mercedes                 | Izvještaj |
| 9.  | VN Velike Britanije | 5. srpnja     | Lewis Hamilton Mercedes  | Nico Rosberg Mercedes     | Sebastian Vettel Ferrari          | Lewis Hamilton Mercedes  | Lewis Hamilton Mercedes   | Mercedes                 | Izvještaj |
| 10. | VN Mađarske         | 26. srpnja    | Sebastian Vettel Ferrari | Daniil Kvyat Red Bull     | Daniel Ricciardo Red Bull         | Lewis Hamilton Mercedes  | Daniel Ricciardo Red Bull | Ferrari                  | Izvještaj |
| 11. | VN Belgije          | 23. kolovoza  | Lewis Hamilton Mercedes  | Nico Rosberg Mercedes     | Romain Grosjean Lotus-Mercedes    | Lewis Hamilton Mercedes  | Nico Rosberg Mercedes     | Mercedes                 | Izvještaj |
| 12. | VN Italije          | 6. rujna      | Lewis Hamilton Mercedes  | Sebastian Vettel Ferrari  | Felipe Massa Williams-Mercedes    | Lewis Hamilton Mercedes  | Lewis Hamilton Mercedes   | Mercedes                 | Izvještaj |
| 13. | VN Singapura        | 20. rujna     | Sebastian Vettel Ferrari | Daniel Ricciardo Red Bull | Kimi Räikkönen Ferrari            | Sebastian Vettel Ferrari | Daniel Ricciardo Red Bull | Ferrari                  | Izvještaj |
| 14. | VN Japana           | 27. rujna     | Lewis Hamilton Mercedes  | Nico Rosberg Mercedes     | Sebastian Vettel Ferrari          | Nico Rosberg Mercedes    | Lewis Hamilton Mercedes   | Mercedes                 | Izvještaj |
| 15. | VN Rusije           | 11. listopada | Lewis Hamilton Mercedes  | Sebastian Vettel Ferrari  | Sergio Pérez Force India-Mercedes | Nico Rosberg Mercedes    | Sebastian Vettel Ferrari  | Mercedes                 | Izvještaj |
| 16. | VN SAD              | 25. listopada | Lewis Hamilton Mercedes  | Nico Rosberg Mercedes     | Sebastian Vettel Ferrari          | Nico Rosberg Mercedes    | Nico Rosberg Mercedes     | Mercedes                 | Izvještaj |
| 17. | VN Meksika          | 1. studenoga  | Nico Rosberg Mercedes    | Lewis Hamilton Mercedes   | Valtteri Bottas Williams-Mercedes | Nico Rosberg Mercedes    | Nico Rosberg Mercedes     | Mercedes                 | Izvještaj |
| 18. | VN Brazila          | 15. studenoga | Nico Rosberg Mercedes    | Lewis Hamilton Mercedes   | Sebastian Vettel Ferrari          | Nico Rosberg Mercedes    | Lewis Hamilton Mercedes   | Mercedes                 | Izvještaj |
| 19. | VN Abu Dhabija      | 29. studenoga | Nico Rosberg Mercedes    | Lewis Hamilton Mercedes   | Kimi Räikkönen Ferrari            | Nico Rosberg Mercedes    | Lewis Hamilton Mercedes   | Mercedes                 | Izvještaj |

## Poredak

### Vozači
| Mjesto | Vozač            | Bodovi |
| ------ | ---------------- | ------ |
| 1.     | Lewis Hamilton   | 381    |
| 2.     | Nico Rosberg     | 322    |
| 3.     | Sebastian Vettel | 278    |
| 4.     | Kimi Räikkönen   | 150    |
| 5.     | Valtteri Bottas  | 136    |
| 6.     | Felipe Massa     | 121    |
| 7.     | Daniil Kvjat     | 95     |
| 8.     | Daniel Ricciardo | 92     |
| 9.     | Sergio Pérez     | 78     |
| 10.    | Nico Hülkenberg  | 58     |
| 11.    | Romain Grosjean  | 51     |
| 12.    | Max Verstappen   | 49     |
| 13.    | Felipe Nasr      | 27     |
| 14.    | Pastor Maldonado | 27     |
| 15.    | Carlos Sainz     | 18     |
| 16.    | Jenson Button    | 16     |
| 17.    | Fernando Alonso  | 11     |
| 18.    | Marcus Ericsson  | 9      |
| 19.    | Roberto Merhi    | 0      |
| 20.    | Alexander Rossi  | 0      |
| 21.    | Will Stevens     | 0      |
| –      | Kevin Magnussen  | 0      |
| Mjesto | Vozač            | Bodovi |

### Konstruktori
| Mjesto | Konstruktor          | Bodovi |
| ------ | -------------------- | ------ |
| 1.     | Mercedes             | 703    |
| 2.     | Ferrari              | 428    |
| 3.     | Williams-Mercedes    | 257    |
| 4.     | Red Bull-Renault     | 187    |
| 5.     | Force India-Mercedes | 136    |
| 6.     | Lotus-Mercedes       | 78     |
| 7.     | Toro Rosso-Renault   | 67     |
| 8.     | Sauber-Ferrari       | 36     |
| 9.     | McLaren-Honda        | 27     |
| 10.    | Marussia-Ferrari     | 0      |
| Mjesto | Konstruktor          | Bodovi |

## Statistike
| Vozač            | Postolja  | Postolja  | Postolja  | Prvo startno mjesto | Najbrži krug | Krugovi u vodstvu |
| Vozač            | 1. mjesto | 2. mjesto | 3. mjesto | Prvo startno mjesto | Najbrži krug | Krugovi u vodstvu |
| ---------------- | --------- | --------- | --------- | ------------------- | ------------ | ----------------- |
| Lewis Hamilton   | 10        | 6         | 1         | 11                  | 8            | 587               |
| Nico Rosberg     | 6         | 7         | 2         | 7                   | 5            | 349               |
| Sebastian Vettel | 3         | 3         | 7         | 1                   | 1            | 176               |
| Kimi Räikkönen   | -         | 1         | 2         | -                   | 2            | 10                |
| Daniel Ricciardo | -         | 1         | 1         | -                   | 3            | 7                 |
| Daniil Kvjat     | -         | 1         | -         | -                   | -            | -                 |
| Felipe Massa     | -         | -         | 2         | -                   | -            | 19                |
| Valtteri Bottas  | -         | -         | 2         | -                   | -            | 1                 |
| Romain Grosjean  | -         | -         | 1         | -                   | -            | -                 |
| Sergio Pérez     | -         | -         | 1         | -                   | -            | -                 |

| Konstruktor          | Postolja  | Postolja  | Postolja  | Prvo startno mjesto | Najbrži krug | Krugovi u vodstvu |
| Konstruktor          | 1. mjesto | 2. mjesto | 3. mjesto | Prvo startno mjesto | Najbrži krug | Krugovi u vodstvu |
| -------------------- | --------- | --------- | --------- | ------------------- | ------------ | ----------------- |
| Mercedes             | 16        | 13        | 3         | 18                  | 13           | 936               |
| Ferrari              | 3         | 4         | 9         | 1                   | 3            | 186               |
| Red Bull-Renault     | -         | 2         | 1         | -                   | 3            | 7                 |
| Williams-Mercedes    | -         | -         | 4         | -                   | -            | 20                |
| Lotus-Mercedes       | -         | -         | 1         | -                   | -            | -                 |
| Force India-Mercedes | -         | -         | 1         | -                   | -            | -                 |

## Vanjske poveznice
- Službena stranica Formule 1
- Formula 1 2015. StatsF1